# Alosa melodiosa
La alosa melodiosa (Mirafra cheniana) és una espècie d'ocell de la família dels alàudids (Alaudidae).

## Hàbitat i distribució
hABITA Praderies obertes del sud-oest de Zimbabwe, est i centre de Botswana i nord-est de Sud-àfrica.